# ماريا أوهيسالو
ماريا أوهيسالو ( مواليد 8 مارس 1985) هي سياسية وباحثة فنلندية وهي رئيسة حزب الرابطة الخضراء منذ 2019.